# Camada de enlace
Em redes de computadores, a camada de enlace é a camada mais baixa no conjunto de protocolos de Internet, a arquitetura de rede da Internet. A camada de enlace é o grupo de métodos e protocolos de comunicação confinados ao enlace (link) ao qual um computador (host) está fisicamente conectado. O enlace (link) é o componente de rede físico e lógico usado para interconectar computadores (hosts ou nós ) na rede e um protocolo de enlace é um conjunto de métodos e padrões que operam apenas entre nós de rede adjacentes de um segmento de rede.
Apesar das diferentes semânticas de camadas entre o conjunto de protocolos de Internet e o modelo de interconexão de sistemas abertos (OSI), a camada de enlace é algumas vezes descrita como uma combinação da camada de enlace de dados (camada 2) e da camada física (camada 1) do modelo de interconexão de sistemas abertos (OSI).
A camada de enlace é descrita na RFC 1122 e na RFC 1123. A RFC 1122 considera os protocolos de rede local, como o Ethernet e outras redes IEEE 802 (Wi-Fi, por exemplo), e os  de enquadramento, como o protocolo ponto a ponto (PPP), como pertencentes à camada de enlace.

## Definição em padrões e manuais
Os padrões de rede de área local, como as especificações Ethernet e IEEE 802.3, usam a terminologia do modelo de interconexão de sistemas abertos (OSI) de sete camadas em vez de a do modelo do conjunto de protocolos de Internet (TCP/IP). O modelo do conjunto de protocolos de Internet (TCP/IP), em geral, não considera as especificações físicas, em vez disso, ele assume uma infraestrutura de rede funcional que pode fornecer quadros de nível de meios de comunicação na ligação (link). Portanto, a RFC 1122 e a RFC 1123, a definição do modelo do conjunto de protocolos de Internet (TCP/IP), não discutem questões de hardware e transmissão de dados física e não estabelecem padrões para esses aspectos. Alguns autores de livros didáticos apoiaram a interpretação de que os aspectos físicos da transmissão de dados fazem parte da camada de enlace. Outros assumiram que os padrões de transmissão física de dados não são considerados protocolos de comunicação e não fazem parte do modelo do conjunto de protocolos de Internet (TCP/IP). Esses autores presumem uma camada de hardware ou física abaixo da camada de enlace e, vários deles, adotam o termo camada de enlace de dados do modelo de interconexão de sistemas abertos (OSI) (em vez de camada de enlace) em uma descrição modificada das camadas. No predecessor do modelo do conjunto de protocolos de Internet (TCP/IP), o modelo de referência da ARPAnet (RFC 908, 1982), os aspectos da camada de enlace são referidos por vários termos mal definidos, como camada de acesso à rede, protocolo de acesso à rede, bem como camada de rede, enquanto a próxima camada superior é chamada de camada de interligação de redes (internetwork). Em alguns livros didáticos modernos, a camada de interface de rede, a camada host para rede e a camada de acesso à rede ocorrem como sinônimos para a camada de enlace ou para a camada de enlace de dados, geralmente incluindo a camada física.

## Protocolos da camada de enlace
A camada de enlace no modelo do conjunto de protocolos de Internet (TCP/IP) é um domínio descritivo de protocolos de rede que operam apenas no segmento de rede local (enlace) ao qual um computador (host) está conectado. Esses pacotes de protocolo não são roteados para outras redes. A camada de enlace inclui os protocolos que definem a comunicação entre os nós da rede local (no enlace) que cumprem o propósito de manter os estados do enlace entre os nós locais, como a topologia da rede local, e que geralmente usam protocolos baseados no enquadramento de pacotes específicos para os tipos de enlaces.
Os protocolos principais especificados pela força tarefa de engenharia da Internet (IETF) nesta camada são o protocolo de resolução de endereço (ARP), o protocolo de resolução de endereço reverso (RARP) e o protocolo de descoberta de vizinho (NDP), que é um recurso que oferece funcionalidade semelhante como protocolo de resolução de endereço (ARP) para a versão 6 do protocolo de Internet (IPv6).

## Relação com o modelo de interconexão de sistemas abertos (OSI)
A camada de enlace do modelo do conjunto de protocolos de Internet (TCP/IP) é frequentemente comparada diretamente com a combinação da camada de enlace de dados e a camada física na pilha de protocolos do modelo de interconexão de sistemas abertos (OSI). Embora sejam congruentes até certo ponto na cobertura técnica dos protocolos, eles não são idênticos. A camada de enlace no modelo do conjunto de protocolos de Internet (TCP/IP) é ainda mais ampla em escopo e em princípio, um conceito e terminologia de classificação diferente. Isso pode ser observado quando certos protocolos, como o protocolo de resolução de endereços (ARP), que estão confinados à camada de enlace no modelo do conjunto de protocolos de Internet (TCP/IP), costumam ser considerados como cabendo entre a camada de enlace de dados e a camada de rede do modelo de interconexão de sistemas abertos (OSI). Em geral, comparações diretas ou estritas devem ser evitadas, porque a disposição em camadas no modelo do conjunto de protocolos de Internet (TCP/IP) não é um critério principal de design e, em geral, é considerada "prejudicial" (RFC 3439).
Outro termo às vezes encontrado, camada de acesso à rede, tenta sugerir a proximidade dessa camada com a rede física. No entanto, esse uso é enganoso e não padronizado, uma vez que a camada de enlace implica funções que são mais amplas em escopo do que apenas o acesso à rede. Protocolos de camada de enlace importantes são usados para sondar a topologia da rede local, descobrir roteadores e computadores (hosts ) vizinhos, ou seja, funções que vão muito além do acesso à rede.

## Padrões da força tarefa de engenharia daInternet(IETF)
- R. Braden, ed. (outubro de 1989). «Requisitos para computadores (hosts) da Internet - Camadas de comunicação» (em inglês). Força tarefa de engenharia da Internet (IETF). RFC 1122
- Braden, ed. (outubro de 1989). «Requisitos para computadores (hosts) da Internet - Aplicação e suporte» (em inglês). Força tarefa de engenharia da Internet (IETF). RFC 1123
- S. Leffler; M. Karels (abril de 1984). «Encapsulamentos de rodapé» (em inglês). Força tarefa de engenharia da Internet (IETF). RFC 893
- D. Plummer (novembro de 1982). «Um protocolo de resolução de endereço Ethernet» (em inglês). Força tarefa de engenharia da Internet (IETF). RFC 826
- C. Hornig (abril de 1984). «Um padrão para a transmissão de datagramas do protocolo de Internet (IP) através de redes Ethernet» (em inglês). Força tarefa de engenharia da Internet (IETF). RFC 894
- J. Postel; J. Reynolds (fevereiro de 1988). «Um padrão para a transmissão de datagramas do protocolo de Internet (IP) em redes IEEE 802» (em inglês). IETF. RFC 1042
- R. Coltun;  et al. (dezembro de 1999). «Abrir o caminho mais curto primeiro (OSPF) para a versão 6 do protocolo de Internet (IPv6)» (em inglês). força tarefa de engenharia da Internet (IETF). RFC 2740